# Habitatge al carrer d'en Ribes, 6 (Sant Joan Despí)
L'Habitatge al carrer d'en Ribes, 6 és una obra eclèctica de Sant Joan Despí (Baix Llobregat) inclosa a l'Inventari del Patrimoni Arquitectònic de Catalunya.

## Descripció
Casa de veïns de planta baixa i dos pisos: Els baixos gaudeixen de jardí individual al darrere. Les obertures de la planta baixa són en contrast estilístic, amb l'estil clàssic superior, però torna a trobar formes arrodonides en el frontó que remata la façana; forma que es dona també en el medalló buit, tot descarregant, visualment, la massissa façana.

## Història
El promotor de l'obra, Miquel i Duran, encarregà al mateix arquitecte, Juli M. Fossas, la reforma de la seva pròpia casa, Can Po Cardona (Camí del Mig i Disseminat núm.4). Petició de llicència municipal d'obres al 09-06-1925.